# Smoke & Mirrors
 (octobre 2007).
Si vous disposez d'ouvrages ou d'articles de référence ou si vous connaissez des sites web de qualité traitant du thème abordé ici, merci de compléter l'article en donnant les références utiles à sa vérifiabilité et en les liant à la section « Notes et références ».
Pour les articles homonymes, voir Smoke and Mirrors (homonymie).
Smoke & Mirrors est le troisième album du groupe de rock néo-zélandais The Datsuns, sorti le 2 octobre 2006.
Il a été produit par les Datsuns eux-mêmes.

## Liste des titres
1. Who Are You Stamping Your Foot For – 3 min 57 s
2. System Overload – 2 min 31 s
3. Waiting For Your Time To Come – 4 min 09 s
4. Stuck Here For Days – 2 min 56 s
5. Maximum Heartbreak – 3 min 43 s
6. All Aboard – 3 min 27 s
7. Such A Pretty Curse – 2 min 41 s
8. Blood Red – 3 min 47 s
9. Emperor's New Clothes – 2 min 45 s
10. Too Little Fire – 7 min 51 s